# George Harrison (musikalbum)
George Harrison är ett musikalbum från 1979 av George Harrison.
"Blow Away" var den största hiten från albumet och nådde bland annat 16:e plats på Billboard Hot 100. Eric Clapton spelade gitarr på introt till andrasingeln "Love Comes to Everyone", han gjorde även en cover av den på albumet Back Home (2005). "Faster", som var tredjesingel från albumet, skrevs som en hyllning till motorsporten och innehåller ljudinspelningar från Storbritanniens Grand Prix 1978.
"Not Guilty" skrevs ursprungligen av Harrison åt The Beatles 1968 för albumet The Beatles. Den kom inte med på albumet men fanns senare med på Anthology 3. "Here Comes the Moon" är en efterföljare på Harrisons "Here Comes the Sun", från Beatles-albumet Abbey Road (1969).

## Låtlista
Alla låtar är skrivna av George Harrison där inget annat anges.
1. "Love Comes to Everyone" - 4:33
2. "Not Guilty" - 3:36
3. "Here Comes the Moon" - 4:46
4. "Soft-Hearted Hana" - 4:03
5. "Blow Away" - 3:59
6. "Faster" - 4:40
7. "Dark Sweet Lady" - 3:20
8. "Your Love Is Forever" - 3:45
9. "Soft Touch" - 4:00
10. "If You Believe" (George Harrison/Gary Wright) - 2:53